# Agrilus nocturnus
Agrilus nocturnus é uma espécie de inseto do género Agrilus, família Buprestidae, ordem Coleoptera.
Foi descrita cientificamente por Curletti, em 2006.